# أدريان ألستون
أدريان ألستون (بالإنجليزية: Adrian Alston)‏ مواليد 6 فبراير 1949 في لانكشر، إنجلترا، هو لاعب كرة قدم أسترالي سابق كان يلعب كمهاجم. سبق له أن لعب في كأس العالم لكرة القدم مع منتخب بلاده.

## المسيرة الاحترافية

### أندية لعب لها
- نادي لوتون تاون
- كارديف سيتي
- نادي كانبيرا سيتي
- وولونغونغ

## روابط خارجية
- أدريان ألستون على موقع الاتحاد الدولي (مؤرشف)  (الإنجليزية)
- أدريان ألستون على موقع قاعدة بيانات كرة القدم.إي يو (الإنجليزية)
- أدريان ألستون على موقع ناشيونال فوتبول تيمز (الإنجليزية)
- أدريان ألستون على موقع Soccerway.com (الإنجليزية)
- أدريان ألستون على موقع عالم كرة القدم.نت (الإنجليزية)